# Esenbeckia tinctipennis
Esenbeckia tinctipennis är en tvåvingeart som beskrevs av Krober 1931. Esenbeckia tinctipennis ingår i släktet Esenbeckia och familjen bromsar. Inga underarter finns listade i Catalogue of Life.